# Lycosa insularis
Lycosa insularis este o specie de păianjeni din genul Lycosa, familia Lycosidae, descrisă de Lucas, 1857.
Este endemică în Cuba. Conform Catalogue of Life specia Lycosa insularis nu are subspecii cunoscute.